# Irena Piasecka
Irena Piasecka ps. „Elżbieta”, „Kreska” (ur. 28 lutego 1907 w Antoninach na Wołyniu, zm. 22 października 1982 w Warszawie) – kapitan, sekretarka Jana Rzepeckiego.

## Życiorys
Urodziła się 28 lutego 1907 w m. Antoniny pow. Stary Konstantynów na Wołyniu w rodzinie ziemiańskiej Leopolda i Leontyny z d. Herdegen. Ukończyła w Stanisławowie szkołę powszechną, a następnie w 1925 Gimnazjum ss. Urszulanek, a na Uniwersytecie Jana Kazimierza we Lwowie studia ekonomiczno-historyczne. W latach 1934–1939 mieszkała w Toruniu, gdzie działała w Rodzinie Wojskowej. Prowadziła także w tym czasie na Mokrem świetlicę dla bezrobotnych, a przyjeżdżając w lutym 1939 do Warszawy założyła i prowadziła na Powiślu świetlicę dla dzieci-roznosicieli gazet.

Podczas kampanii wrześniowej 1939 była łączniczką w sztabie obrony Warszawy. Od 10 października 1939 działała w konspiracji jako sekretarka szefa sztabu Komendy Okręgu Warszawa-Miasto SZP-ZWZ, Jana Rzepeckiego. Do niej należało organizowanie lokali kontaktowych, punktów kolportażu prasy oraz werbowała łączniczki. Kierowała od października 1940 do października 1944 sekretariatem i łącznością Biura Informacji i Propagandy KG ZWZ-AK. Pułkownik Jan Rzepecki ocenił pracę Wydziału, którym kierowała „Elżbieta”, następująco:

Była sercem bipowskiego układu krążenia; bezbłędnie działał system rozdziału i przekazywania poczty konspiracyjnej oraz organizowanie odpraw szefa BIP.

W trwającym powstaniu warszawskim była przydzielona do Dowództwa Ochrony Powstania, w którym organizowała m.in. łączność kanałową i kolportaż między Wolą i Starym Miastem. Brała również udział w walce o kościół Świętego Krzyża znajdującym się na Krakowskim Przedmieściu.
Po kapitulacji powstania warszawskiego była w niewoli niemieckiej w Lamsdorf (do 30 października 1944), Molsdorf, Blankenheim i Bury nad Menem, do którego jeńców przeniosły wojska amerykańskie. Po uwolnieniu z niewoli pojechała do Londynu i 1 sierpnia 1945 została wcielona
do I Batalionu Pomocniczej Wojskowej Służby Kobiet z przydziałem do Oddziału Specjalnego Sztabu Naczelnego Wodza. W październiku z jego polecenia udała się do kraju z rozkazem dotarcia do organizacji „Wolność i Niezawisłość”. Po przybyciu 30 października 1945 do Warszawy zarejestrowała się w PCK jako powracająca z emigracji w Aschaffenburgu. W październiku została aresztowana, ale uciekła z budynku Ministerstwa Bezpieczeństwa mieszczącego się przy ul. Szerokiej, wyskakując z okna drugiego piętra. Podczas skoku złamała obie nogi. Przez dwa miesiące przebywała w szpitalu, a następnie  udała się w styczniu 1946 do Londynu. W 1948 została zdemobilizowana i pracowała jako krawcowa. Do Polski wróciła na stałe w 1974. Zmarła w Warszawie 22 października 1982.
Odznaczona 18 maja 1946 Orderem Virtuti Militari V klasy przez Prezydenta RP na obczyźnie, dwukrotnie Krzyżem Walecznych, czterokrotnie Medalem Wojska oraz Krzyżem AK.